# Wohlfahrtsausschuss (1990er)
Wohlfahrtsausschuss nannten sich seit dem Anfang der 1990er Jahre einige antifaschistische Initiativen in großen deutschen Städten (u. a. Hamburg, München, Köln, Frankfurt am Main, Düsseldorf). Die Initiativen gründeten sich 1992 im Rahmen der Popkomm in Köln, unter ungewöhnlich starker Beteiligung von bekannten Künstlern, Musikern und Theoretikern, die in der Folge für eine intensive journalistische Berichterstattung über die Wohlfahrtsausschüsse sorgte.
Ausschlaggebend für die Gründung war die Wahrnehmung, dass eine „kaum verhüllte große Koalition aus Parlament, Neonaziterror, Normalbürgern, Polizei und Medien in einem zynischen Zusammenspiel gemeinsam mit der ‚Lösung der Asylantenfrage‘ beschäftigt war.“

## Hamburger Wohlfahrtsausschuss
Einer der größten und ersten Wohlfahrtsausschüsse war in Hamburg ansässig, wo er sich im Dezember 1992 öffentlich vorstellte. Ausgelöst durch die Pogrome in Hoyerswerda und Rostock-Lichtenhagen betrieben Jochen Distelmeyer und Schorsch Kamerun, Musiker der Hamburger Schule, den Aufbau eines Wohlfahrtsausschusses in Hamburg, an ihm beteiligten sich zeitweise zahlreiche Personen aus der Hamburger Musikszene, so zum Beispiel aus Bands wie den Absoluten Beginnern, Blumfeld, Die Goldenen Zitronen, Die Sterne, Kastrierte Philosophen und Cpt. Kirk &. Er verstand sich als „ad-hoc-Gruppe von Musikern, DJs, Künstlern, Autoren und Journalisten, um den faschistischen Angriffen auf Migranten, Schwule, Behinderte, Linke und auf subkulturelle Zusammenhänge zu entgegnen“ Auf den Hamburger Wohlfahrtsausschuss ging auch eine Konzert-, Diskussions- und Vortragsreise durch Ostdeutschland (Rostock, Leipzig, Dresden) unter dem Titel „Etwas Besseres als die Nation“ zurück, die von ostdeutschen Linken teilweise heftig kritisiert wurde. Rund 200 Personen beteiligten sich im Juni 1993 an dieser Tournee. Den sich radikal antifaschistisch positionierten Angereisten schlug allerdings von Seiten der ostdeutschen Teilnehmer vor allem Ablehnung bis Desinteresse entgegen, vor allem weil sie ostdeutsche Spezifika nicht angemessen berücksichtigen würden. Ein Veranstalter aus Rostock beschrieb sie im Rückblick als einen „Klüngel von linksintellektuellen Wessis, die sich auf den Aufklärungszug in den Osten begeben hatten.“

## Andere Wohlfahrtsausschüsse
Der Kölner Wohlfahrtsausschuss speiste sich teilweise aus Personen aus dem Umfeld der damaligen Spex- bzw. Texte-zur-Kunst-Redaktionen, er organisierte vom 25. bis 27. Juni 1993 den „Ersten Kongress zur Abwehr des gegenrevolutionären Übels“. Im Jahr 1994 erschien die erste Ausgabe der Beute, die im Umfeld der Wohlfahrtsausschüsse gegründet wurde. Die letzte Ausgabe erschien im Jahr 2000.
Ein Tübinger Wohlfahrtsausschuss sprengte 1995 das traditionelle „Maieinsingen“ der örtlichen Studentenverbindungen durch Mittel der Kommunikationsguerilla: als die Verbindungen zu singen begannen, wurden Bilder von Männerbünden wie Turnvereinen aber auch NS-Kriegsverbrechern und ähnlichen auf die Stiftskirche projiziert, untermalt mit lauter Klaviermusik. Ein neuer Ansatz wurde von einem lauten „Conquest of Paradise“ von Vangelis unterbrochen, kurz darauf tauchten nackte Tänzer vor der Stiftstreppe auf, trugen „Jesus liebt euch“-Plakate und verteilten christliche Traktate. Die durch die Performance ausgelöste Verwirrung führte zur allmählichen Auflösung der Veranstaltung.

## Weiterführende Literatur
- Jörg Heiser: Die Wohlfahrtsausschüsse. In: Marius Babias (Hrsg.): Im Zentrum der Peripherie. Kunstvermittlung und Vermittlungskunst in den 90er Jahren. Verlag der Kunst, Dresden/Basel 1995, ISBN 978-3-364-00315-3, S. 251–266.